# Rucker Park

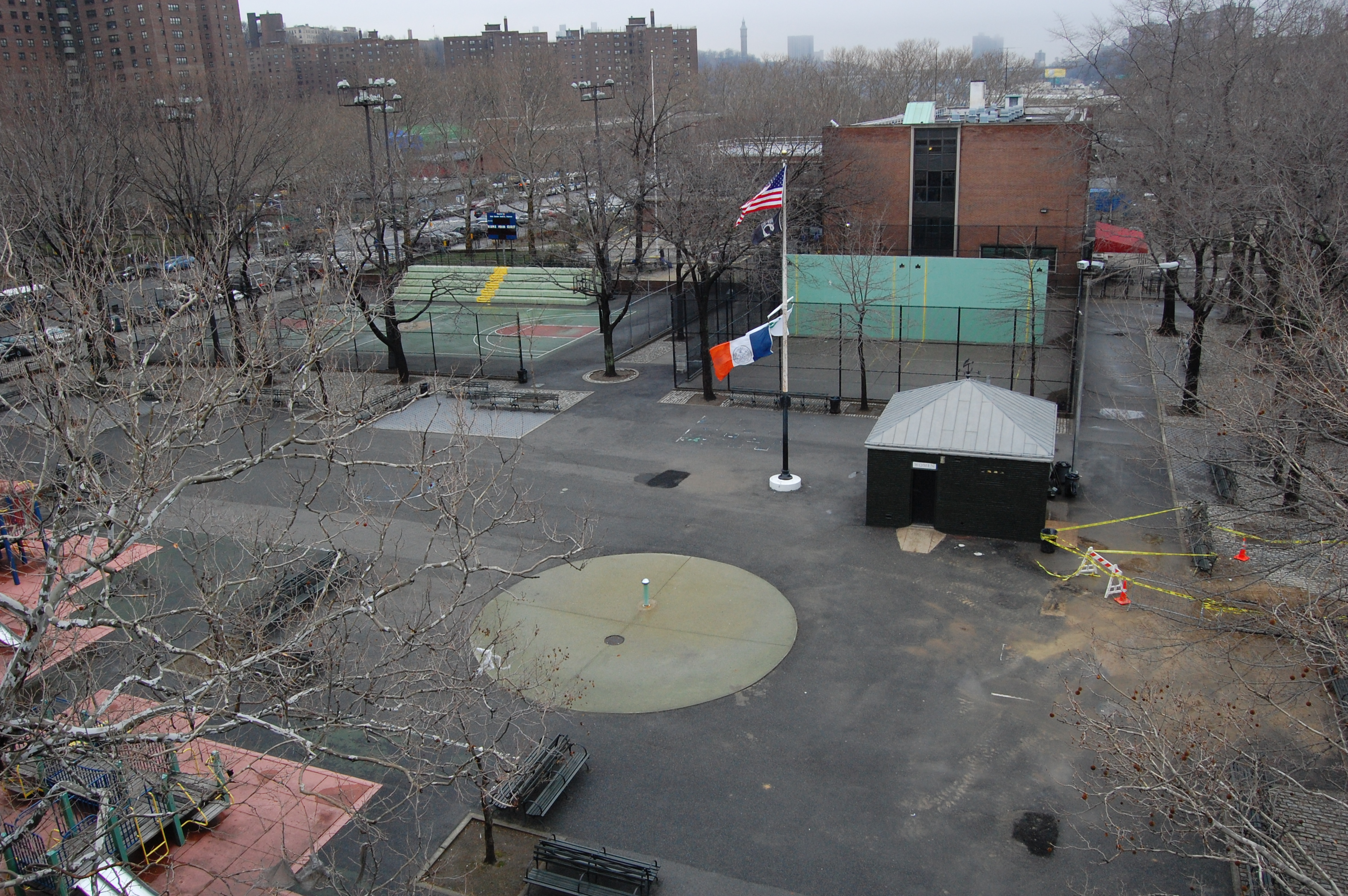
Der Basketballplatz im Rucker Park

Der Rucker Park ist ein Basketballfeld im New Yorker Stadtteil Harlem, das eine gewisse Bekanntheit dadurch erlangt hat, dass zahlreiche später bekannte Basketballprofis, davon einige NBA-Spieler, dort gespielt haben. Des Weiteren ist er auch ein beliebter Schauplatz für Film- und Musikvideoproduktionen vorwiegend von aus der Gegend stammenden Hip-Hop-Künstlern. Neben Basketball dient der Rucker Park auch als Schauplatz kultureller Aktivitäten.
Viele NBA- und Streetball-Legenden spielten bereits in Rucker Park, so zum Beispiel Pee Wee Kirkland, Earl „The Pearl“ Monroe, Wilt Chamberlain, Kareem Abdul-Jabbar, Connie Hawkins, Julius Erving, Earl „The Goat“ Manigault, Nate Archibald, Kenny Anderson, Vince Carter, Kyrie Irving, Kobe Bryant und Kevin Durant.

## Geschichte
Der Platz wurde nach dem New Yorker Lehrer Holcombe L. Rucker benannt, der 1947 ein Basketballturnier an diesem Ort veranstaltete. Er benutzte Basketball als erzieherisches Mittel, um die Kinder zu unterrichten und schaffte es, 700 Jugendlichen die Möglichkeit zu geben, über ein Basketball-Stipendium ein College-Studium zu absolvieren.